# 赤金峡水库
赤金峡水库是中国甘肃省酒泉市玉门市境内的一座水库，位于石油河上，建于1968年。水库正常库容为1940万立方米，集雨面积为3440平方千米，海拔为1560米。
1978年增建防浪墙。水库由土坝、溢洪道、输水洞三部分组成，土坝长219.6米，坝高28.5米，坝顶宽4.7米，坝底宽156米。溢洪道最大泄洪流量为128立方米/秒，水库由石油河汇水而成，汇水面积3340平方公里，最大蓄水量1990万立方米，正常蓄水1500万立方米。水库最大水面面积11.1平方公里，最大水深19米，有效灌溉面积3593.3公顷。